# Assisi DOC
Unter der Bezeichnung Assisi DOC werden italienische Weiß-, Rot- und Roséweine aus der Provinz Perugia in der Region Umbrien vermarktet. Sie besitzen seit 1997 eine „kontrollierte Herkunftsbezeichnung“ (Denominazione di origine controllata – DOC), die zuletzt am 7. März 2014 aktualisiert wurde.

## Erzeugung
Assisi DOC wird in folgenden Weintypen angeboten:
- Assisi Bianco. Muss zu mindestens 50–70 % aus den Rebsorten Trebbiano und mind. 10 % Grechetto bestehen. Höchstens 40 % andere weiße Rebsorten, die für den Anbau in der Region Umbrien zugelassen sind, dürfen zugesetzt werden.
- Assisi Rosso, Assisi Rosato und Assisi Novello müssen zu mindestens 50–70 % aus der Rebsorte Sangiovese und 10–30 % Merlot bestehen. Höchstens 40 % andere rote Rebsorten, die für den Anbau in der Region Umbrien zugelassen sind, dürfen zugesetzt werden.

Weiterhin werden fast sortenreine Weine angeboten. Die in der Bezeichnung genannte Rebsorte muss zu mindestens 85 % enthalten sein. Höchstens 15 % andere analoge Rebsorten, die für den Anbau in der Region Umbrien zugelassen sind, dürfen zugesetzt werden. Die roten Weine können jeweils auch das Prädikat „Riserva“ tragen. Dazu müssen die Weine mindestens 24 Monate gereift sein, davon 12 Monate im Holzfass und mindestens drei Monate in der Flasche.
- Assisi Grechetto
- Assisi Cabernet Sauvignon
- Assisi Merlot
- Assisi Pinot nero

## Anbau
Der Anbau und die Vinifikation der Weine sind nur in Assisi. Perugia und Spello (Provinz Perugia) gestattet.

## Beschreibung
Gemäß Denomination (Auszug):

### Assisi Bianco
- Farbe: strohgelb, mit leicht grünlichen Reflexen
- Geruch: angenehm, charakteristisch
- Geschmack: trocken, leicht fruchtig
- Alkoholgehalt: mindestens 11,0 Vol.-%
- Säuregehalt: mind. 5,0 g/l
- Trockenextrakt: mind. 16,0 g/l

### Assisi Rosato
- Farbe: mehr oder weniger intensiv rosa
- Geruch: weinig, zart
- Geschmack: trocken, harmonisch
- Alkoholgehalt: mindestens 11,0 Vol.-%
- Säuregehalt: mind. 5,0 g/l
- Trockenextrakt: mind. 18,0 g/l

### Assisi Rosso
- Farbe: rubinrot
- Geruch: weinig, charakteristisch, duftend
- Geschmack: trocken, voll, harmonisch, intensiv und anhaltend
- Alkoholgehalt: mindestens 12,0 Vol.-%
- Säuregehalt: mind. 4,5 g/l
- Trockenextrakt: mind. 20,0 g/l